# CAMrip
CAMrip (cam ou camming, derivado de Camcorder) é um método de gravação de cópia ilegal (bootleg) de filmes. Ao contrário de processos mais comuns, como ripping e screener, que envolvem a duplicação de mídia oficialmente distribuída, o CAMrip são gravações em salas de cinema.